# Staustufe Hameln

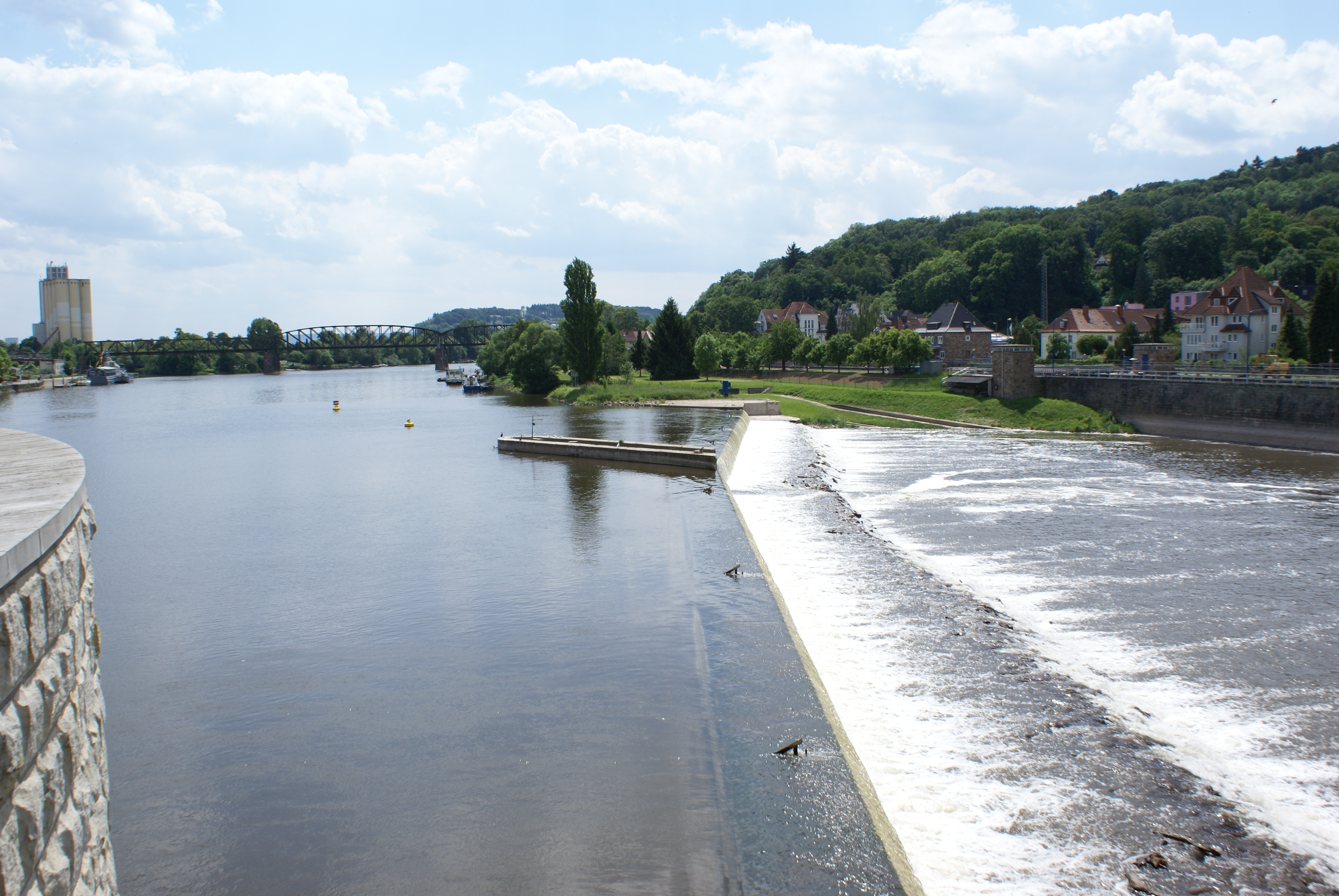
Oberwasser mit Oberem Wehr

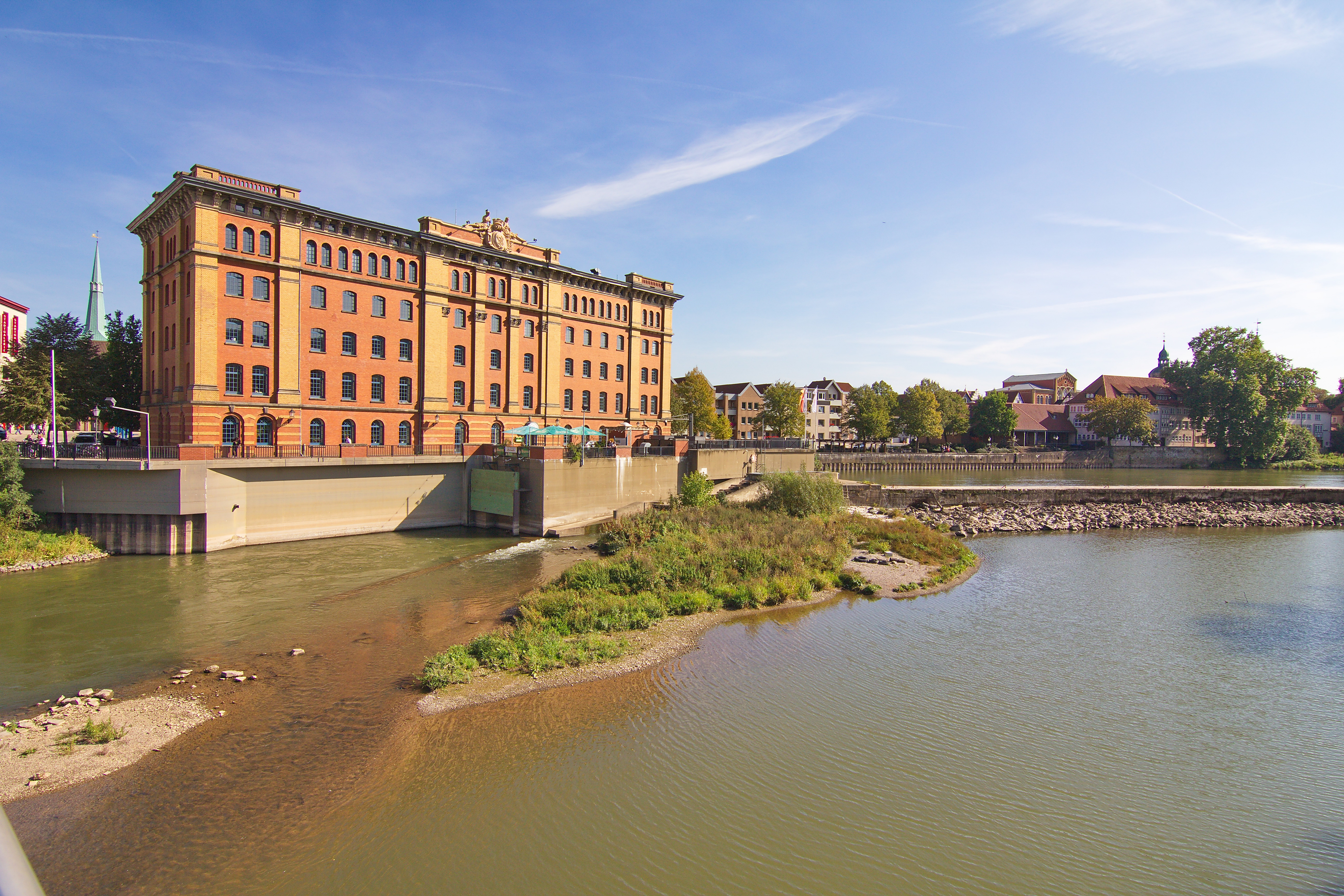
Unteres Wehr mit Pfortmühle

Die Staustufe Hameln in der Stadt Hameln ist die einzige Staustufe in der Oberweser. Sie besteht aus festen Wehren, dem Oberen Wehr und dem Unteren Wehr. Seit 1733 besteht bei der Flussinsel (Werder), die zwischen Oberem und Unterem Wehr liegt, eine (mehrfach erneuerte) Schleuse für die Schifffahrt, die heute im Zuständigkeitsbereich des Wasserstraßen- und Schifffahrtsamts Weser liegt. Das Gefälle der Staustufe wird seit dem 15. Jahrhundert von Hamelner Wassermühlen genutzt. Auch heute betreiben die Stadtwerke Hameln zur Energiegewinnung hier die Wasserkraftwerke Alte Schleuse und Pfortmühle. Etwa 12 Millionen kWh Energie, das entspricht fünf Prozent des Bedarfes in Hameln, werden jährlich durch diese Wasserkraftwerke produziert. Die Betreiber dürfen nur maximal 112 m³/s Weserwasser beziehungsweise so viel für die Kraftwerke abzweigen, dass das Obere Wehr nicht trockenfällt.

## Geschichte
Der älteste, größere Strombau in der Oberweser ist wohl das Wehr in Hameln, dessen Anfänge 1000 Jahre zurückreichen und das unter ständiger Verbesserung bis zum Ende des 14. Jahrhunderts bestand. Es wurde einerseits erbaut, um mit dem gestauten Wasser die Mühlen der Stadt zu betreiben. Andererseits stellte es ein Hindernis für die Schifffahrt dar. Nach einem extremen Hochwasser im Jahr 1342 änderte die Weser ihren Lauf und es wurde ein neues Wehr errichtet, das einen sehr kleinen Schiffsdurchlass, das Hamelner Loch aufwies, so dass die Schiffe erst entladen und die Waren gegen Gebühr in der Stadt angeboten werden mussten (Stapelrecht). Die leeren Schiffe mussten dann über das Wehr gezogen werden. Diese Einnahmequelle der Stadt versiegte mit dem Bau der ersten Schleuse Mitte des 18. Jahrhunderts.
Die heutigen Wehre stammen aus den 1880er Jahren, sie wurden zu Beginn des 21. Jahrhunderts grundlegend saniert.

## Wasserkraftanlage Alte Schleuse
Die Wasserkraftanlage Alte Schleuse besteht seit 1988 auf der Weserinsel im Bereich der alten, um 1870 gebauten Schleuse, die bis 1987 noch als Ausweichschleuse benutzt wurde. Sie beinhaltet zwei baugleiche Turbinen und Generatoren mit eingebauten Kaplan-Getriebe-Rohr-Turbinen. Das Wasser fließt hier durch die Turbine und dann links und rechts um ein begehbares Gehäuse, in dem sich das Getriebe und die Wellen befinden. Der Durchfluss durch die beiden Turbinen beträgt insgesamt bis zu 65 m³/s, die beiden Generatoren haben eine Installierte Leistung von 1,3 MW und produzieren durchschnittlich 7,8 GWh/Jahr, was einer durchschnittlichen Leistung von 0,89 MW entspricht.

## Wasserkraftanlage Pfortmühle

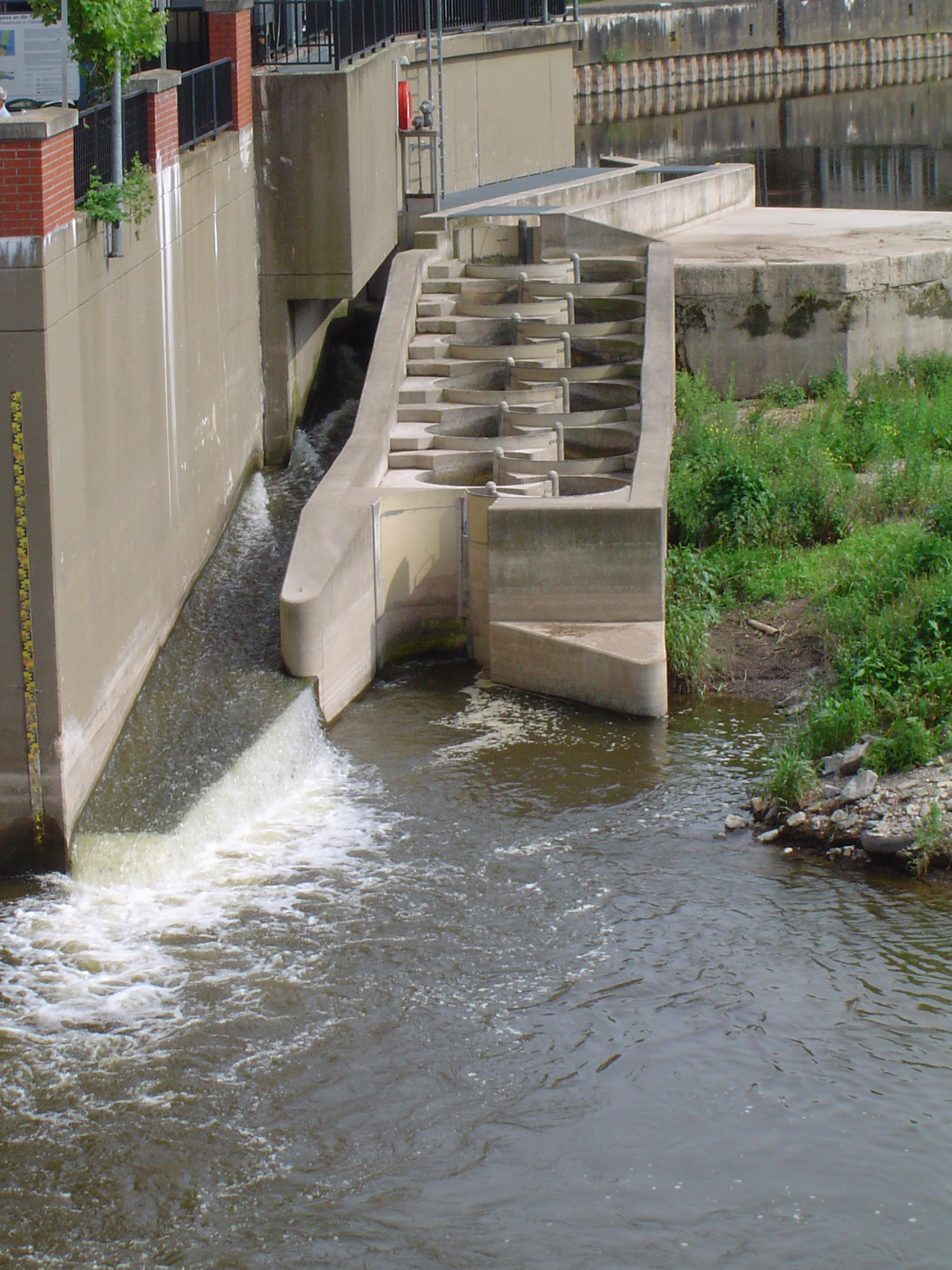
Mäanderfischpass an der Pfortmühle

Die Wasserkraftanlage Pfortmühle am Weserufer des Unteren Wehrs besteht mit einer Turbine seit 1912. Seit 1986 arbeitet dort eine Kaplan-S-Rohrturbine mit einem Generator. Bei dieser Bauform ist das Saugrohr S-förmig gekrümmt und die Welle von der Turbine trifft gerade heraus auf den Generator. Der Vorteil ist, dass die Wasserkraftanlage bei geringen Fallhöhen von 3,30 m bis herunter zu 0,90 m betrieben werden kann. Der Durchfluss beträgt bis zu 35 m³/s mit einer installierten Leistung von 650 kW. Durchschnittlich produziert diese Wasserkraftanlage 3,9 Millionen kWh/Jahr, was einer durchschnittlichen Leistung von 445 kW entspricht.
Zwischen Unterem Wehr und Pfortmühle wurde 2001/2002 für 680.000 Euro ein Mäander-Fischpass mit 17 Becken von jeweils zwei Metern Durchmesser eingebaut, die durch vertikale Schlitze miteinander verbunden sind. Der Fischpass ermöglicht den Aufstieg (und eingeschränkt den Abstieg) wanderwilliger Fische vom Unterwasser ins Oberwasser mit bis zu 3,4 m Höhenunterschied. Der Durchfluss beträgt bei Niedrigwasser etwa 0,3 m³/s und erhöht sich bei höherem Weserwasserstand auf bis zu 1,2 m³/s.